# 橘子洲
橘子洲（きっししゅう）は中華人民共和国湖南省長沙市を流れる湘江本流にある島。全域が長沙市岳麓区に属する。中国の5A級観光地（2012年認定）。

## 施設

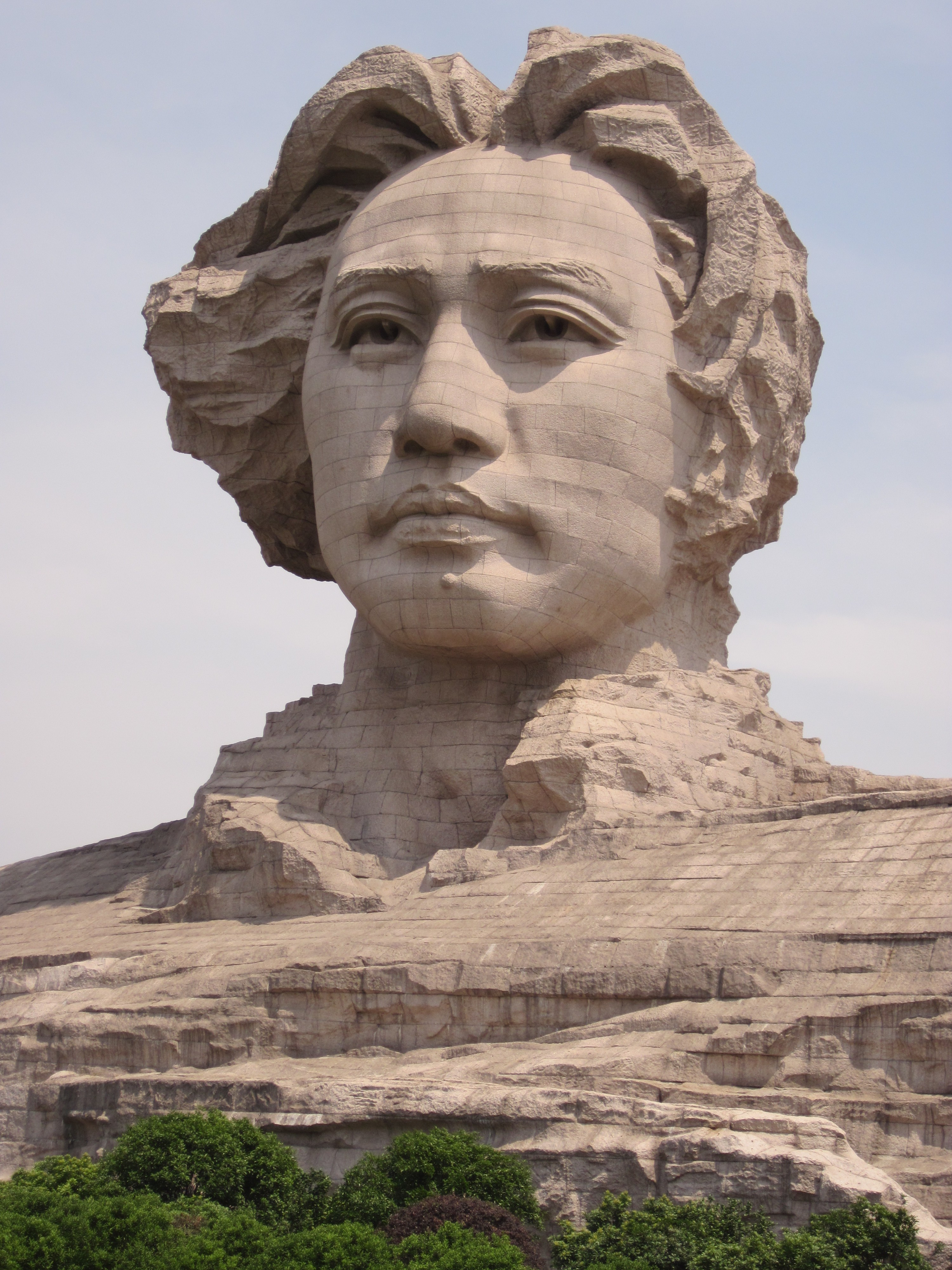
青年毛沢東の芸術彫刻

- 毛沢東、蔡和森、蕭三、向警予等像
- 青年毛沢東の芸術彫刻[4][5]
- 望江亭

## 交通
- 橘子洲駅（長沙地下鉄2号線）

|  |  |  |
|  |  |  |
|  |  |  |